# Boris Davidovič Belkin
Boris Davidovič Belkin (in russo Борис Давидович Белкин?; Sverdlovsk, 26 gennaio 1948) è un violinista russo.

## Biografia
Cominciò a studiare violino già all'età di 6 anni a Mosca con i professori Jurij Jankelevič -prima della sua scomparsa avvenuta nel 1973- e Feliks Andrievskij, facendo la sua prima apparizione pubblica al fianco di Kirill Kondrašin, a sette anni.
Ancora studente si è distinto nell'Unione Sovietica partecipando a numerosi concerti con le più illustri orchestre, tanto da meritarsi nel 1973 il primo premio al Concorso Nazionale Sovietico per violinisti. Quando le autorità sovietiche non gli permisero di partire all'estero, neanche a Genova per partecipare al Concorso Paganini, decise di trasferirsi a occidente e fece domanda per emigrare in Israele.
Nel 1974 riuscì a abbandonare l'Unione Sovietica e si stabilì in Belgio.
Dal 1974, dunque, si è esibito con le maggiori orchestre di tutto il mondo: la Boston Symphony, l'Orchestra di Cleveland, la Filarmonica di Berlino, la Filarmonica di Israele, la Filarmonica di Los Angeles, la Filarmonica di Philadelphia, la Sinfonica di Pittsburgh, quella di Montreal, la Bayerischer Rundfunk, la Orchestra del Concertgebouw e tutte le maggiori formazioni britanniche.
Boris Belkin è apparso in molte produzioni televisive: un film biografico di Jean Sibelius dove esegue il Concerto di Sibelius con l'Orchestra della Radio Svedese e Ashkenazy, con Bernstein e la New York Philharmonic nell'esecuzione del Concerto di Čajkovskij, con Bernstein e l'Orchestre National de France nell'esecuzione della Tzigane di Ravel, e con Haitink e l'Orchestra Reale del Concertgebouw in Mozart e nel Concerto n. 1 di Paganini.
Tra i direttori con i quali ha collaborato con successo si ricordano Bernstein, Ashkenazy, Mehta, Maazel, Muti, Ozawa, Sanderling, Temirkanov, Dohnányi, Dutoit, Gelmetti, Herbig, Tennstedt, Rattle, Haitink, Berglund, Mata, Chung, Hirokami, Fedoseev, Welser-Möst, Ahronovich, Sir Charles Groves, Eric Leinsdorf, William Steinberg, e molti altri.
La sua prima registrazione, il Concerto n. 1 di Paganini con la Israel Philharmonic e Zubin Mehta, fu molto elogiata. Altre sue incisioni per la Decca includono i Concerti di Čajkovskij e Sibelius con la Philharmonia e Ashkenazy, il Concerto di Strauss con la Radio di Berlino e Ashkenazy, i Concerti n. 1 e n. 2 con la London Symphony e Kondrašin, il Concerto di Brahms con la London Symphony e Fischer.
Per la Denon Records ha inciso i Concerti di Prokof’ev con la Tonhalle di Zurigo e Michael Stern i Concerti di Sibelius e di Bruch e il n. 1 di Šostakovič e quello di Glazunov con la Royal Philharmonic e Junichi Hirokami il Concerto di Čajkovskij con la London Philharmonic e Stern; il Concerto in la magg. K. 219 di Mozart e la Sinfonia concertante con i Salzburg Chamber Soloists e le Sonate di Brahms con Michel Dalberto.
Nel 1997 Isaac Stern lo ha invitato a suonare con lui al Festival di Miyazaki.
Boris Belkin si dedica anche al repertorio di musica da camera esibendosi con artisti quali Jurij Bashmet, Mischa Maisky e molti altri.
La stagione 2006/2007 ha incluso una tournée europea con la Filarmonica di San Pietroburgo e Yuri Temirkanov, una tournée in Giappone con l'Orchestra NHK con Junichi Hirokami, e Vladimir Ashkenazy ed una tournée in Australia con la Sydney Symphony Orchestra sotto la direzione di Gianluigi Gelmetti. 
Nella stagione 2007/2008 ha suonato con l'Orchestra del Gewandhaus di Lipsia diretta da Leonard Slatkin e con la Staatskapelle di Dresda diretta da Charles Dutoit.
Diversi sono gli strumenti che il maestro ha prediletto nel corso della sua carriera, incluso uno Stradivari della Collezione di Stato Sovietica, ma ultimamente utilizza esclusivamente un violino costruito dal celebre liutaio contemporaneo bolognese Roberto Regazzi, ed un arco moderno dell'archettaio cremonese Daniel Tobias Navea Vera.
Ogni estate è solito realizzare un master-class di alto livello all'Accademia Chigiana di Siena, dove è molto seguito e amato dagli allievi che provengono da ogni parte del mondo.